# جمعة جالو
جمعة جالو (بالفرنسية: Jumai Jallow) (ولد في 25 أغسطس 2001 في غامبيا) لاعب كرة قدم غامبي يجيد اللعب في مركز المهاجم. يلعب حاليا لصالح الحالة في الدوري البحريني الممتاز منذ 2023.

## المسيرة الرياضية

### الأندية
في 1 يوليو 2023 انضم جالو إلى الحالة البحريني في صفقة انتقال حر.